# Francisc Rónay
Francisc Rónay (en roumain) ou Ferenc Rónay (en hongrois), né le 29 avril 1900 à Arad en Autriche-Hongrie (aujourd'hui en Roumanie) et mort le 6 avril 1967 à Târgu Mureș, était un joueur et entraîneur de football roumain.

## Palmarès
Joueur
Clubul Atletic Oradea
- Championnat de Roumanie : 2
  - 1923-24, 1934-35

Entraîneur
Nagyváradi AC
- Champion de Hongrie : 1
  - 1944

Steaua Bucareșt
- Coupe de Roumanie : 1
  - 1950